# 에도가와 란포
에도가와 란포(일본어: 江戸川 乱歩, えどがわ らんぽ, 1894년 10월 21일 ~ 1965년 7월 28일)는 일본의 추리소설 작가이자 평론가이다. 본명은 히라이 다로(일본어: 平井太郎 ひらい たろう)로, 필명인 에도가와는 미국의 문호인 에드거 앨런 포의 이름에서 따온 것이다. 1923년 잡지 신청년에 단편 <2전짜리 동전>으로 데뷔했으며 명탐정 아케치 고고로, 괴도 20면상 등의 캐릭터를 창조해냈다. 일본탐정작가클럽(이후 일본추리작가협회)을 창설해 초대이사장을 지냈다. 추리 작가의 등용문으로 자신의 이름을 붙인 에도가와 란포 상을 만드는 등 미스터리의 발전과 대중화에 힘써 일본 추리소설의 아버지로 불린다. 《명탐정 코난》에서도 코난이 단골서점에서 《괴도 20면상》을 사오는 장면이 있고, 테이탄 초등학교(청솔초등학교)의 담임교사도 에도가와 란포를 좋아하는 추리문학 팬이다.

## 한국에 번역된 작품
- 음울한 짐승(陰獣) 김문운 역, 동서문화사, 2003, ISBN 89-497-0170-7
- 외딴섬 악마(孤島の鬼) 김문운 역, 동서문화사, 2004, ISBN 89-497-0241-X
- 소년탐정단1 북박스, 2005, ISBN 89-5924-334-5
- 소년탐정단2 북박스, 2005, ISBN 89-5924-335-3
- 소년탐정단3 북박스, 2005, ISBN 89-5924-336-1
- 에도가와 란포 전단편집 1 - 본격추리 I 김소영 역, 두드림, 2008, ISBN 978-89-92524-14-8
- 에도가와 란포 전단편집 2 - 본격추리 II 김은희 역, 두드림, 2008, ISBN 978-89-92524-17-9
- 에도가와 란포 전단편집 3 - 기괴환상 김은희 역, 두드림, 2008, ISBN 978-89-92524-18-6

## 같이 보기
- 에도가와 란포 상